# خانه شوریروستای شیرازی
خانه شوریروستای شیرازی مربوط به دوره قاجار است و در شیراز، کوچه هفت پیچ، منشعب از بازارچه حاج زینل واقع شده و این اثر در تاریخ ۲۰ بهمن ۱۳۵۵ با شمارهٔ ثبت ۱۳۳۸ به‌عنوان یکی از آثار ملی ایران به ثبت رسیده است.